# Schatten der Helden (Drama)
Schatten der Helden (englischer Originaltitel: Shadow of Heroes, a play in five acts from the Hungarian Passion) ist ein dokumentarisches Theaterstück von Robert Ardrey aus dem Jahr 1958, das die politische Entwicklung Ungarns von 1944 bis 1956, besonders aber den Ungarischen Volksaufstand von 1956 darstellt.

## Handlung
Im Zentrum der Handlung stehen László Rajk, dessen Ehefrau Julia Rajk und János Kádár. 1944 sind alle drei im kommunistischen Widerstand aktiv. Die Rajks werden von den ungarischen Faschisten gefangen genommen, in ein deutsches Konzentrationslager deportiert und können nach Kriegsende nach Ungarn zurückkehren. Nach der Gründung der Volksrepublik Ungarn wird László Rajk zunächst Innenminister, später Außenminister, worauf ihm János Kádár als Innenminister nachfolgt. Der beim Volk sehr beliebte Rajk fällt bei der Parteiführung in Ungnade und wird unter einem Vorwand gefangen genommen. Vergeblich versucht man, ihn durch Folter zu einem falschen Geständnis zu bringen. Sein alter Freund und Kampfgefährte Kádár betrügt ihn, indem er Rajk vorgaukelt, bei einem Geständnis könne er mit seiner Frau und seinem Sohn László Rajk jr. in die Sowjetunion ausreisen. Rajk gesteht und wird hingerichtet.
Später gesteht Kádár diesen Betrug gegenüber Julia und rechtfertigt sich damit, er habe im Dienst der Partei handeln müssen. Im Zuge der Entstalinisierung wird Rajk rehabilitiert und Julia besteht auf einem öffentlichen Staatsbegräbnis für ihren Ehemann. Der Trauerzug mit 250.000 Menschen wird zu einem auslösenden Ereignis für den zwei Wochen später beginnenden Ungarischen Volksaufstand. Als die Sowjetarmee den Volksaufstand niederschlägt, flüchten Julia und ihr Sohn mit anderen Oppositionellen in die jugoslawische Botschaft. Kádár wird von den Sowjets als neuer Ministerpräsident installiert, verspricht den Flüchtlingen in der Botschaft freies Geleit, lässt sie dann aber doch festnehmen. Das Stück endet mit der Erklärung, dass Julia Rajk immer noch gefangen ist.

## Inszenierungen und Verfilmungen
Die Uraufführung des Stücks fand am 7. Oktober 1958 im Piccadilly Theatre in London statt. Die weibliche Hauptrolle der Julia Rajk spielte Peggy Ashcroft. Am 19. Juli 1959 zeigte die BBC das Stück im Fernsehen in der Reihe Sunday Night Theatre.
Die deutsche Übersetzung von Franz Hoellering verfilmte Michael Kehlmann 1960 für den Bayerischen Rundfunk als Fernsehspiel. 1961 entstand in Australien eine weitere Fernsehfilm-Fassung unter der Regie von William Sterling.

## Rezeption
Das Stück wurde von Kritikern gelobt, hatte jedoch nur wenig Erfolg beim Publikum. Allerdings hatte es sichtbare politische Auswirkungen: nur elf Tage nach der Premiere wurden Julia Rajk und ihr Sohn aus der Haft entlassen und konnten nach Budapest zurückkehren.